# Chad Smith
Chad Gaylord Smith (rođen 25. studenog 1961.) američki je glazbenik i bubnjar benda Red Hot Chili Peppers od 1988. godine. Također je bubnjar hard-rock super grupe Chickenfoot formirane 2008. te grupe Chad Smith's Bombastic Meatbats koja postoji od 2007.godine. 
Smith je snimao za Glenn Hughes, Johnny Cash, John Fogerty, the Dixie Chicks, Jennifer Nettles, Kid Rock, Jake Bugg, the Avett Brothers, Joe Satriani, Post Malone, Lana Del Rey te Halsey. 
Magazin spin smjestio je Smitha na deseto mjesto "100 najboljih bubnjara alternativne glazbe" u svibnju 2013 dok je također rangiran na četvrtom mjestu s basistom Red Hot Chili Peppersa Fleom za najbolju ritam sekciju svih vremena u lipnju 2013. godine.
Chad je također poznat po njegovom humanitarnom radu pogotovo s mladim glazbenicima. Lobist je u potpori glazbene edukacije u američkim javnim školama.

### Rani život
Smith je rođen u Saint Paul, Minessoti, glavnom gradu američke savezne države Minnesote kao treće dijete Joana i Curtis Smitha. Većinu djetinjstva proveo je u Bloomfield Hillsu, Michigan gdje je i maturirao u 'Lahser High School' 1980. godine. Bubnjeve je počeo svirati sa 7 godina te je odrastao slušajući umjetnike poput Rush, the Rolling Stones, Humble Pie, Pink Floyd, Black Sabbath, Led Zeppelin, Deep Purple, the Who, the Jimi Hendrix Experience, i Kiss.
Chad nikad nije pohađao bubnjarsku školu niti uzimao lekcije već je dobio iskustva i znanja svirajući u školskim bendovima.
Kada je imao 15 godina pobjegao je od kuće, ali se vratio poslije ljeta.
Smith je svoje rane godine provodio u raznim rock bendovima počevši u srednjoj školi s bendom zvanim 'Paradise', gdje su osvojili borbu za najbolji bend u Birminghamu, Michigan 1977. godine.

## Vanjske poveznice
Službena stranica Red Hot Chilli Peppersa